# 강릉대로
강릉대로(Gangneung-daero)는 강원특별자치도 강릉시 홍제동 홍제육교에서 강문동까지 잇는 강원특별자치도의 도로이다.

## 주요 경유지
- 강릉시 홍제동, 교동, 포남동, 송정동, 초당동, 강문동

## 노선 경로
| 이름                              | 접속 노선               | 비고 |
| --------------------------------- | ----------------------- | ---- |
| (홍제육교)                        | 국도 제35호선 (경감로)  |      |
| 홍제교차로                        | 국도 제7호선 (동해대로) |      |
| 터미널오거리 (강릉시외버스터미널) | 하슬라로 원대로         |      |
| 적십자사거리                      | 화부산로 명주로         |      |
| 교동사거리                        | 임영로                  |      |
| 임당사거리 (말나눔터공원)         | 율곡로                  |      |
| 강릉역오거리 (강릉역)             | 용지로 옥가로           |      |
| 강릉경찰서 남단                   | 성덕포남로              |      |
| 포남오거리                        | 가작로 하평1길          |      |
| 한전 강릉지사                     |                         |      |
| 1호회전교차로                     | 해안로                  |      |
| (이름 없음)                       | 창해로                  |      |

## 주요 건물 및 시설
- 강릉시청 - 강원특별자치도 강릉시 강릉대로 33
- 대한적십자사 강릉사업소 - 강원특별자치도 강릉시 강릉대로 146